# Zamorano-Leonés
Zamorano-Leonés là giống lừa lớn trong nước từ các tỉnh Zamora và León, trong cộng đồng tự trị Castilla y León, ở tây bắc Tây Ban Nha. Cái tên này xuất phát từ hai tỉnh này.

## Lịch sử
Những con lừa ở tỉnh Zamora có niên đại từ thế kỷ thứ mười lăm. Lừa Zamorano được xuất khẩu sang "thế giới mới", và là con lừa đầu tiên của Tây Ban Nha đóng góp vào sự phát triển của lừa ở Bắc Mỹ. Từ thế kỷ thứ mười tám, nó cũng ảnh hưởng đến sự phát triển của giống lừa Baudet du Poitou của Pháp.
Zamorano-Leonés đã được công nhận chính thức vào năm 1940. Giống như các giống lừa khác, cơ giới hóa nông nghiệp trong thế kỷ hai mươi đã làm giảm số lượng và mất bản sắc di truyền của chúng, một vài nhà lai tạo tiếp tục nuôi dưỡng giống thuần. Từ năm 1980, giống chó này được Bộ trưởng Bộ Nông nghiệp Tây Ban Nha, Bộ Nông nghiệp Tây Ban Nha, trong số những giống được hưởng "bảo vệ đặc biệt", được liệt kê bởi Bộ trưởng Bộ Nông nghiệp Tây Ban Nha. vào năm 1997, giống lừa này được phân loại lại là "có nguy cơ tuyệt chủng". Năm 2007, tình trạng bảo tồn của nó đã được FAO liệt kê là "nguy cấp".
Hiệp hội các nhà lai tạo, loài Asociación Nacional de Criadores de Ganado Selecto de Raza Zamorana-Leonesa, được thành lập vào năm 1995. Vào cuối năm 2013, số lượng dê đăng ký là 1292 đầu, trong đó khoảng 90% là ở Castilla y León.